# تاكاهيسا إيوامورا
تاكاهيسا إيوامورا (باليابانية: 岩村 貴久) (مواليد 11 مايو 1978)، هو لاعب كرة قدم سابق كان يلعب كمهاجم.

## وصلات خارجية
- تاكاهيسا إيوامورا على موقع عالم كرة القدم.نت (الإنجليزية)